# Беклян
Беклян (рум. Beclean) — місто у повіті Бистриця-Несеуд в Румунії. Адміністративно місту підпорядковані такі села (дані про населення за 2002 рік):
- Колдеу (725 осіб)
- Русу-де-Жос (349 осіб)
- Фіга (474 особи)

Місто розташоване на відстані 339 км на північний захід від Бухареста, 24 км на захід від Бистриці, 62 км на північний схід від Клуж-Напоки.

## Населення
За даними перепису населення 2002 року у місті проживали 10 878 осіб.
Національний склад населення міста:
| Національність | Кількість осіб | Відсоток |
| -------------- | -------------- | -------- |
| румуни         | 8700           | 80,0%    |
| угорці         | 1814           | 16,7%    |
| цигани         | 328            | 3,0%     |
| німці          | 19             | 0,2%     |
| українці       | 8              | 0,1%     |
| італійці       | 3              | < 0,1%   |
| турки          | 1              | < 0,1%   |

Рідною мовою назвали:
| Мова       | Кількість осіб | Відсоток |
| ---------- | -------------- | -------- |
| румунська  | 9127           | 83,9%    |
| угорська   | 1698           | 15,6%    |
| циганська  | 27             | 0,2%     |
| німецька   | 15             | 0,1%     |
| українська | 6              | 0,1%     |
| італійська | 3              | < 0,1%   |
| російська  | 1              | < 0,1%   |
| турецька   | 1              | < 0,1%   |

Склад населення міста за віросповіданням:
| Релігія                                       | Кількість осіб | Відсоток |
| --------------------------------------------- | -------------- | -------- |
| православні                                   | 7771           | 71,4%    |
| реформати                                     | 1532           | 14,1%    |
| п'ятдесятники                                 | 732            | 6,7%     |
| греко-католики                                | 309            | 2,8%     |
| римо-католики                                 | 165            | 1,5%     |
| адвентисти                                    | 144            | 1,3%     |
| баптисти                                      | 139            | 1,3%     |
| лютерани                                      | 13             | 0,1%     |
| не релігійні                                  | 4              | < 0,1%   |
| бретрени                                      | 2              | < 0,1%   |
| лютерани (Синодально-пресвітеріанська церква) | 2              | < 0,1%   |
| мусульмани                                    | 1              | < 0,1%   |
| унітарії                                      | 1              | < 0,1%   |
| старообрядці                                  | 1              | < 0,1%   |
| юдеї                                          | 1              | < 0,1%   |
| атеїсти                                       | 1              | < 0,1%   |
| не вказали релігію                            | 7              | 0,1%     |

## Зовнішні посилання
- Дані про місто Беклян на сайті Ghidul Primăriilor